# Гербстман, Александр Иосифович
Александр Осипович Гербстман (10 апреля 1900, Ростов-на-Дону — 22 мая 1982, Стокгольм) — шведский, ранее советский, шахматный композитор, международный мастер (1959) и международный арбитр (1956) по шахматной композиции. Поэт, литературный критик, литературовед. Доктор филологических наук, профессор. Шахматный литератор.

## Биография
Его работу «Шахматный этюд в СССР» (М., 1934) тогдашний чемпион мира А. А. Алехин назвал своей «настольной книгой». С 1924 года опубликовал свыше 300 этюдов, из них 150 отмечены отличиями на конкурсах (в том числе 24 — первыми призами). Участник личных чемпионатов СССР: 4-й чемпионат (1955) — 3-е место; 5-й чемпионат (1959) — 5—6-е места.
Работал заведующим кафедрой русской и зарубежной литературы Казахстанского госуниверситета.
С 1980 года жил в Швеции. Разрабатывал темы замурования, позиционной ничьи, ложного следа, а также задачные темы в этюде.

## Избранные этюды
|   | a | b | c | d | e | f | g | h |   |
| - | --- | --- | --- | --- | --- | --- | --- | --- | - |
| 8 | h6 чёрная пешка · c3 белый конь · f3 белый король · b1 белый слон · f1 чёрный конь · g1 чёрный король | h6 чёрная пешка · c3 белый конь · f3 белый король · b1 белый слон · f1 чёрный конь · g1 чёрный король | h6 чёрная пешка · c3 белый конь · f3 белый король · b1 белый слон · f1 чёрный конь · g1 чёрный король | h6 чёрная пешка · c3 белый конь · f3 белый король · b1 белый слон · f1 чёрный конь · g1 чёрный король | h6 чёрная пешка · c3 белый конь · f3 белый король · b1 белый слон · f1 чёрный конь · g1 чёрный король | h6 чёрная пешка · c3 белый конь · f3 белый король · b1 белый слон · f1 чёрный конь · g1 чёрный король | h6 чёрная пешка · c3 белый конь · f3 белый король · b1 белый слон · f1 чёрный конь · g1 чёрный король | h6 чёрная пешка · c3 белый конь · f3 белый король · b1 белый слон · f1 чёрный конь · g1 чёрный король | 8 |
| 7 | h6 чёрная пешка · c3 белый конь · f3 белый король · b1 белый слон · f1 чёрный конь · g1 чёрный король | h6 чёрная пешка · c3 белый конь · f3 белый король · b1 белый слон · f1 чёрный конь · g1 чёрный король | h6 чёрная пешка · c3 белый конь · f3 белый король · b1 белый слон · f1 чёрный конь · g1 чёрный король | h6 чёрная пешка · c3 белый конь · f3 белый король · b1 белый слон · f1 чёрный конь · g1 чёрный король | h6 чёрная пешка · c3 белый конь · f3 белый король · b1 белый слон · f1 чёрный конь · g1 чёрный король | h6 чёрная пешка · c3 белый конь · f3 белый король · b1 белый слон · f1 чёрный конь · g1 чёрный король | h6 чёрная пешка · c3 белый конь · f3 белый король · b1 белый слон · f1 чёрный конь · g1 чёрный король | h6 чёрная пешка · c3 белый конь · f3 белый король · b1 белый слон · f1 чёрный конь · g1 чёрный король | 7 |
| 6 | h6 чёрная пешка · c3 белый конь · f3 белый король · b1 белый слон · f1 чёрный конь · g1 чёрный король | h6 чёрная пешка · c3 белый конь · f3 белый король · b1 белый слон · f1 чёрный конь · g1 чёрный король | h6 чёрная пешка · c3 белый конь · f3 белый король · b1 белый слон · f1 чёрный конь · g1 чёрный король | h6 чёрная пешка · c3 белый конь · f3 белый король · b1 белый слон · f1 чёрный конь · g1 чёрный король | h6 чёрная пешка · c3 белый конь · f3 белый король · b1 белый слон · f1 чёрный конь · g1 чёрный король | h6 чёрная пешка · c3 белый конь · f3 белый король · b1 белый слон · f1 чёрный конь · g1 чёрный король | h6 чёрная пешка · c3 белый конь · f3 белый король · b1 белый слон · f1 чёрный конь · g1 чёрный король | h6 чёрная пешка · c3 белый конь · f3 белый король · b1 белый слон · f1 чёрный конь · g1 чёрный король | 6 |
| 5 | h6 чёрная пешка · c3 белый конь · f3 белый король · b1 белый слон · f1 чёрный конь · g1 чёрный король | h6 чёрная пешка · c3 белый конь · f3 белый король · b1 белый слон · f1 чёрный конь · g1 чёрный король | h6 чёрная пешка · c3 белый конь · f3 белый король · b1 белый слон · f1 чёрный конь · g1 чёрный король | h6 чёрная пешка · c3 белый конь · f3 белый король · b1 белый слон · f1 чёрный конь · g1 чёрный король | h6 чёрная пешка · c3 белый конь · f3 белый король · b1 белый слон · f1 чёрный конь · g1 чёрный король | h6 чёрная пешка · c3 белый конь · f3 белый король · b1 белый слон · f1 чёрный конь · g1 чёрный король | h6 чёрная пешка · c3 белый конь · f3 белый король · b1 белый слон · f1 чёрный конь · g1 чёрный король | h6 чёрная пешка · c3 белый конь · f3 белый король · b1 белый слон · f1 чёрный конь · g1 чёрный король | 5 |
| 4 | h6 чёрная пешка · c3 белый конь · f3 белый король · b1 белый слон · f1 чёрный конь · g1 чёрный король | h6 чёрная пешка · c3 белый конь · f3 белый король · b1 белый слон · f1 чёрный конь · g1 чёрный король | h6 чёрная пешка · c3 белый конь · f3 белый король · b1 белый слон · f1 чёрный конь · g1 чёрный король | h6 чёрная пешка · c3 белый конь · f3 белый король · b1 белый слон · f1 чёрный конь · g1 чёрный король | h6 чёрная пешка · c3 белый конь · f3 белый король · b1 белый слон · f1 чёрный конь · g1 чёрный король | h6 чёрная пешка · c3 белый конь · f3 белый король · b1 белый слон · f1 чёрный конь · g1 чёрный король | h6 чёрная пешка · c3 белый конь · f3 белый король · b1 белый слон · f1 чёрный конь · g1 чёрный король | h6 чёрная пешка · c3 белый конь · f3 белый король · b1 белый слон · f1 чёрный конь · g1 чёрный король | 4 |
| 3 | h6 чёрная пешка · c3 белый конь · f3 белый король · b1 белый слон · f1 чёрный конь · g1 чёрный король | h6 чёрная пешка · c3 белый конь · f3 белый король · b1 белый слон · f1 чёрный конь · g1 чёрный король | h6 чёрная пешка · c3 белый конь · f3 белый король · b1 белый слон · f1 чёрный конь · g1 чёрный король | h6 чёрная пешка · c3 белый конь · f3 белый король · b1 белый слон · f1 чёрный конь · g1 чёрный король | h6 чёрная пешка · c3 белый конь · f3 белый король · b1 белый слон · f1 чёрный конь · g1 чёрный король | h6 чёрная пешка · c3 белый конь · f3 белый король · b1 белый слон · f1 чёрный конь · g1 чёрный король | h6 чёрная пешка · c3 белый конь · f3 белый король · b1 белый слон · f1 чёрный конь · g1 чёрный король | h6 чёрная пешка · c3 белый конь · f3 белый король · b1 белый слон · f1 чёрный конь · g1 чёрный король | 3 |
| 2 | h6 чёрная пешка · c3 белый конь · f3 белый король · b1 белый слон · f1 чёрный конь · g1 чёрный король | h6 чёрная пешка · c3 белый конь · f3 белый король · b1 белый слон · f1 чёрный конь · g1 чёрный король | h6 чёрная пешка · c3 белый конь · f3 белый король · b1 белый слон · f1 чёрный конь · g1 чёрный король | h6 чёрная пешка · c3 белый конь · f3 белый король · b1 белый слон · f1 чёрный конь · g1 чёрный король | h6 чёрная пешка · c3 белый конь · f3 белый король · b1 белый слон · f1 чёрный конь · g1 чёрный король | h6 чёрная пешка · c3 белый конь · f3 белый король · b1 белый слон · f1 чёрный конь · g1 чёрный король | h6 чёрная пешка · c3 белый конь · f3 белый король · b1 белый слон · f1 чёрный конь · g1 чёрный король | h6 чёрная пешка · c3 белый конь · f3 белый король · b1 белый слон · f1 чёрный конь · g1 чёрный король | 2 |
| 1 | h6 чёрная пешка · c3 белый конь · f3 белый король · b1 белый слон · f1 чёрный конь · g1 чёрный король | h6 чёрная пешка · c3 белый конь · f3 белый король · b1 белый слон · f1 чёрный конь · g1 чёрный король | h6 чёрная пешка · c3 белый конь · f3 белый король · b1 белый слон · f1 чёрный конь · g1 чёрный король | h6 чёрная пешка · c3 белый конь · f3 белый король · b1 белый слон · f1 чёрный конь · g1 чёрный король | h6 чёрная пешка · c3 белый конь · f3 белый король · b1 белый слон · f1 чёрный конь · g1 чёрный король | h6 чёрная пешка · c3 белый конь · f3 белый король · b1 белый слон · f1 чёрный конь · g1 чёрный король | h6 чёрная пешка · c3 белый конь · f3 белый король · b1 белый слон · f1 чёрный конь · g1 чёрный король | h6 чёрная пешка · c3 белый конь · f3 белый король · b1 белый слон · f1 чёрный конь · g1 чёрный король | 1 |
|   | a | b | c | d | e | f | g | h |   |

|   | a | b | c | d | e | f | g | h |   |
| - | --- | --- | --- | --- | --- | --- | --- | --- | - |
| 8 | b8 белая ладья · b7 чёрная пешка · e7 чёрная пешка · h7 чёрный слон · d5 белая пешка · g4 белый слон · b3 чёрный король · f3 белый король · a2 чёрная ладья | b8 белая ладья · b7 чёрная пешка · e7 чёрная пешка · h7 чёрный слон · d5 белая пешка · g4 белый слон · b3 чёрный король · f3 белый король · a2 чёрная ладья | b8 белая ладья · b7 чёрная пешка · e7 чёрная пешка · h7 чёрный слон · d5 белая пешка · g4 белый слон · b3 чёрный король · f3 белый король · a2 чёрная ладья | b8 белая ладья · b7 чёрная пешка · e7 чёрная пешка · h7 чёрный слон · d5 белая пешка · g4 белый слон · b3 чёрный король · f3 белый король · a2 чёрная ладья | b8 белая ладья · b7 чёрная пешка · e7 чёрная пешка · h7 чёрный слон · d5 белая пешка · g4 белый слон · b3 чёрный король · f3 белый король · a2 чёрная ладья | b8 белая ладья · b7 чёрная пешка · e7 чёрная пешка · h7 чёрный слон · d5 белая пешка · g4 белый слон · b3 чёрный король · f3 белый король · a2 чёрная ладья | b8 белая ладья · b7 чёрная пешка · e7 чёрная пешка · h7 чёрный слон · d5 белая пешка · g4 белый слон · b3 чёрный король · f3 белый король · a2 чёрная ладья | b8 белая ладья · b7 чёрная пешка · e7 чёрная пешка · h7 чёрный слон · d5 белая пешка · g4 белый слон · b3 чёрный король · f3 белый король · a2 чёрная ладья | 8 |
| 7 | b8 белая ладья · b7 чёрная пешка · e7 чёрная пешка · h7 чёрный слон · d5 белая пешка · g4 белый слон · b3 чёрный король · f3 белый король · a2 чёрная ладья | b8 белая ладья · b7 чёрная пешка · e7 чёрная пешка · h7 чёрный слон · d5 белая пешка · g4 белый слон · b3 чёрный король · f3 белый король · a2 чёрная ладья | b8 белая ладья · b7 чёрная пешка · e7 чёрная пешка · h7 чёрный слон · d5 белая пешка · g4 белый слон · b3 чёрный король · f3 белый король · a2 чёрная ладья | b8 белая ладья · b7 чёрная пешка · e7 чёрная пешка · h7 чёрный слон · d5 белая пешка · g4 белый слон · b3 чёрный король · f3 белый король · a2 чёрная ладья | b8 белая ладья · b7 чёрная пешка · e7 чёрная пешка · h7 чёрный слон · d5 белая пешка · g4 белый слон · b3 чёрный король · f3 белый король · a2 чёрная ладья | b8 белая ладья · b7 чёрная пешка · e7 чёрная пешка · h7 чёрный слон · d5 белая пешка · g4 белый слон · b3 чёрный король · f3 белый король · a2 чёрная ладья | b8 белая ладья · b7 чёрная пешка · e7 чёрная пешка · h7 чёрный слон · d5 белая пешка · g4 белый слон · b3 чёрный король · f3 белый король · a2 чёрная ладья | b8 белая ладья · b7 чёрная пешка · e7 чёрная пешка · h7 чёрный слон · d5 белая пешка · g4 белый слон · b3 чёрный король · f3 белый король · a2 чёрная ладья | 7 |
| 6 | b8 белая ладья · b7 чёрная пешка · e7 чёрная пешка · h7 чёрный слон · d5 белая пешка · g4 белый слон · b3 чёрный король · f3 белый король · a2 чёрная ладья | b8 белая ладья · b7 чёрная пешка · e7 чёрная пешка · h7 чёрный слон · d5 белая пешка · g4 белый слон · b3 чёрный король · f3 белый король · a2 чёрная ладья | b8 белая ладья · b7 чёрная пешка · e7 чёрная пешка · h7 чёрный слон · d5 белая пешка · g4 белый слон · b3 чёрный король · f3 белый король · a2 чёрная ладья | b8 белая ладья · b7 чёрная пешка · e7 чёрная пешка · h7 чёрный слон · d5 белая пешка · g4 белый слон · b3 чёрный король · f3 белый король · a2 чёрная ладья | b8 белая ладья · b7 чёрная пешка · e7 чёрная пешка · h7 чёрный слон · d5 белая пешка · g4 белый слон · b3 чёрный король · f3 белый король · a2 чёрная ладья | b8 белая ладья · b7 чёрная пешка · e7 чёрная пешка · h7 чёрный слон · d5 белая пешка · g4 белый слон · b3 чёрный король · f3 белый король · a2 чёрная ладья | b8 белая ладья · b7 чёрная пешка · e7 чёрная пешка · h7 чёрный слон · d5 белая пешка · g4 белый слон · b3 чёрный король · f3 белый король · a2 чёрная ладья | b8 белая ладья · b7 чёрная пешка · e7 чёрная пешка · h7 чёрный слон · d5 белая пешка · g4 белый слон · b3 чёрный король · f3 белый король · a2 чёрная ладья | 6 |
| 5 | b8 белая ладья · b7 чёрная пешка · e7 чёрная пешка · h7 чёрный слон · d5 белая пешка · g4 белый слон · b3 чёрный король · f3 белый король · a2 чёрная ладья | b8 белая ладья · b7 чёрная пешка · e7 чёрная пешка · h7 чёрный слон · d5 белая пешка · g4 белый слон · b3 чёрный король · f3 белый король · a2 чёрная ладья | b8 белая ладья · b7 чёрная пешка · e7 чёрная пешка · h7 чёрный слон · d5 белая пешка · g4 белый слон · b3 чёрный король · f3 белый король · a2 чёрная ладья | b8 белая ладья · b7 чёрная пешка · e7 чёрная пешка · h7 чёрный слон · d5 белая пешка · g4 белый слон · b3 чёрный король · f3 белый король · a2 чёрная ладья | b8 белая ладья · b7 чёрная пешка · e7 чёрная пешка · h7 чёрный слон · d5 белая пешка · g4 белый слон · b3 чёрный король · f3 белый король · a2 чёрная ладья | b8 белая ладья · b7 чёрная пешка · e7 чёрная пешка · h7 чёрный слон · d5 белая пешка · g4 белый слон · b3 чёрный король · f3 белый король · a2 чёрная ладья | b8 белая ладья · b7 чёрная пешка · e7 чёрная пешка · h7 чёрный слон · d5 белая пешка · g4 белый слон · b3 чёрный король · f3 белый король · a2 чёрная ладья | b8 белая ладья · b7 чёрная пешка · e7 чёрная пешка · h7 чёрный слон · d5 белая пешка · g4 белый слон · b3 чёрный король · f3 белый король · a2 чёрная ладья | 5 |
| 4 | b8 белая ладья · b7 чёрная пешка · e7 чёрная пешка · h7 чёрный слон · d5 белая пешка · g4 белый слон · b3 чёрный король · f3 белый король · a2 чёрная ладья | b8 белая ладья · b7 чёрная пешка · e7 чёрная пешка · h7 чёрный слон · d5 белая пешка · g4 белый слон · b3 чёрный король · f3 белый король · a2 чёрная ладья | b8 белая ладья · b7 чёрная пешка · e7 чёрная пешка · h7 чёрный слон · d5 белая пешка · g4 белый слон · b3 чёрный король · f3 белый король · a2 чёрная ладья | b8 белая ладья · b7 чёрная пешка · e7 чёрная пешка · h7 чёрный слон · d5 белая пешка · g4 белый слон · b3 чёрный король · f3 белый король · a2 чёрная ладья | b8 белая ладья · b7 чёрная пешка · e7 чёрная пешка · h7 чёрный слон · d5 белая пешка · g4 белый слон · b3 чёрный король · f3 белый король · a2 чёрная ладья | b8 белая ладья · b7 чёрная пешка · e7 чёрная пешка · h7 чёрный слон · d5 белая пешка · g4 белый слон · b3 чёрный король · f3 белый король · a2 чёрная ладья | b8 белая ладья · b7 чёрная пешка · e7 чёрная пешка · h7 чёрный слон · d5 белая пешка · g4 белый слон · b3 чёрный король · f3 белый король · a2 чёрная ладья | b8 белая ладья · b7 чёрная пешка · e7 чёрная пешка · h7 чёрный слон · d5 белая пешка · g4 белый слон · b3 чёрный король · f3 белый король · a2 чёрная ладья | 4 |
| 3 | b8 белая ладья · b7 чёрная пешка · e7 чёрная пешка · h7 чёрный слон · d5 белая пешка · g4 белый слон · b3 чёрный король · f3 белый король · a2 чёрная ладья | b8 белая ладья · b7 чёрная пешка · e7 чёрная пешка · h7 чёрный слон · d5 белая пешка · g4 белый слон · b3 чёрный король · f3 белый король · a2 чёрная ладья | b8 белая ладья · b7 чёрная пешка · e7 чёрная пешка · h7 чёрный слон · d5 белая пешка · g4 белый слон · b3 чёрный король · f3 белый король · a2 чёрная ладья | b8 белая ладья · b7 чёрная пешка · e7 чёрная пешка · h7 чёрный слон · d5 белая пешка · g4 белый слон · b3 чёрный король · f3 белый король · a2 чёрная ладья | b8 белая ладья · b7 чёрная пешка · e7 чёрная пешка · h7 чёрный слон · d5 белая пешка · g4 белый слон · b3 чёрный король · f3 белый король · a2 чёрная ладья | b8 белая ладья · b7 чёрная пешка · e7 чёрная пешка · h7 чёрный слон · d5 белая пешка · g4 белый слон · b3 чёрный король · f3 белый король · a2 чёрная ладья | b8 белая ладья · b7 чёрная пешка · e7 чёрная пешка · h7 чёрный слон · d5 белая пешка · g4 белый слон · b3 чёрный король · f3 белый король · a2 чёрная ладья | b8 белая ладья · b7 чёрная пешка · e7 чёрная пешка · h7 чёрный слон · d5 белая пешка · g4 белый слон · b3 чёрный король · f3 белый король · a2 чёрная ладья | 3 |
| 2 | b8 белая ладья · b7 чёрная пешка · e7 чёрная пешка · h7 чёрный слон · d5 белая пешка · g4 белый слон · b3 чёрный король · f3 белый король · a2 чёрная ладья | b8 белая ладья · b7 чёрная пешка · e7 чёрная пешка · h7 чёрный слон · d5 белая пешка · g4 белый слон · b3 чёрный король · f3 белый король · a2 чёрная ладья | b8 белая ладья · b7 чёрная пешка · e7 чёрная пешка · h7 чёрный слон · d5 белая пешка · g4 белый слон · b3 чёрный король · f3 белый король · a2 чёрная ладья | b8 белая ладья · b7 чёрная пешка · e7 чёрная пешка · h7 чёрный слон · d5 белая пешка · g4 белый слон · b3 чёрный король · f3 белый король · a2 чёрная ладья | b8 белая ладья · b7 чёрная пешка · e7 чёрная пешка · h7 чёрный слон · d5 белая пешка · g4 белый слон · b3 чёрный король · f3 белый король · a2 чёрная ладья | b8 белая ладья · b7 чёрная пешка · e7 чёрная пешка · h7 чёрный слон · d5 белая пешка · g4 белый слон · b3 чёрный король · f3 белый король · a2 чёрная ладья | b8 белая ладья · b7 чёрная пешка · e7 чёрная пешка · h7 чёрный слон · d5 белая пешка · g4 белый слон · b3 чёрный король · f3 белый король · a2 чёрная ладья | b8 белая ладья · b7 чёрная пешка · e7 чёрная пешка · h7 чёрный слон · d5 белая пешка · g4 белый слон · b3 чёрный король · f3 белый король · a2 чёрная ладья | 2 |
| 1 | b8 белая ладья · b7 чёрная пешка · e7 чёрная пешка · h7 чёрный слон · d5 белая пешка · g4 белый слон · b3 чёрный король · f3 белый король · a2 чёрная ладья | b8 белая ладья · b7 чёрная пешка · e7 чёрная пешка · h7 чёрный слон · d5 белая пешка · g4 белый слон · b3 чёрный король · f3 белый король · a2 чёрная ладья | b8 белая ладья · b7 чёрная пешка · e7 чёрная пешка · h7 чёрный слон · d5 белая пешка · g4 белый слон · b3 чёрный король · f3 белый король · a2 чёрная ладья | b8 белая ладья · b7 чёрная пешка · e7 чёрная пешка · h7 чёрный слон · d5 белая пешка · g4 белый слон · b3 чёрный король · f3 белый король · a2 чёрная ладья | b8 белая ладья · b7 чёрная пешка · e7 чёрная пешка · h7 чёрный слон · d5 белая пешка · g4 белый слон · b3 чёрный король · f3 белый король · a2 чёрная ладья | b8 белая ладья · b7 чёрная пешка · e7 чёрная пешка · h7 чёрный слон · d5 белая пешка · g4 белый слон · b3 чёрный король · f3 белый король · a2 чёрная ладья | b8 белая ладья · b7 чёрная пешка · e7 чёрная пешка · h7 чёрный слон · d5 белая пешка · g4 белый слон · b3 чёрный король · f3 белый король · a2 чёрная ладья | b8 белая ладья · b7 чёрная пешка · e7 чёрная пешка · h7 чёрный слон · d5 белая пешка · g4 белый слон · b3 чёрный король · f3 белый король · a2 чёрная ладья | 1 |
|   | a | b | c | d | e | f | g | h |   |

Решение этюда 1:

1.Кe2+! Крh2 (1…Крh1 2.Сa2 Кh2+ 3.Крg3 Кf1+ 4.Крf2!) 

2.Сa2!! Крh3 (2…Кd2+ 3.Крe3 Кf1+ 4.Крf2 Кd2 5.Кc3! и выигрывают) 

3.Крf2 Кh2 4.Кg1+ Крh4 5.Крg2 Кg4 6.Кf3+ Крh5 7.Сf7#
Решение этюда 2:

1.d6! ed

2.Ce6+ d5! (самоликвидация пешки — один из самых распространённых приёмов при игре на пат)

3.С:d5+ Крb2

4.Л:b7+ (беря под удар чёрного слона) Кра1!

5.С:а2 Сg8! (если белые возьмут слона, чёрным пат и ничья. Белый слон должен отступить таким образом, чтобы стать под защиту своей ладьи, то есть на b3 или на f7. Однако в случае 6.Cb3 чёрные добиваются пата: 6…Cd5+! 7.C:d5 пат, поэтому остаётся один вариант)

6.Сf7! с выигрышем.